# André Simon L'Eleu-La-Simone
André Simon L'Eleu-la-Simone est un homme politique français né le 12 avril 1767 à Laon (Aisne) et mort le 25 novembre 1814 à Paris.

## Biographie
Commissaire près le tribunal criminel de l'Aisne en l'an VIII, puis procureur à Laon, il est député de l'Aisne de 1807 à 1814. Il est fait chevalier d'Empire en 1811.